# Julien Bessières
Pour les articles homonymes, voir Bessières.
Pour les autres membres de la famille, voir Famille Bessières.
Henri Géraud Julien, chevalier Bessières et de l'Empire (30 juillet 1777 à Gramat - 31 juillet 1840 dans l'ancien 9e arrondissement de Paris), est un médecin, diplomate et homme politique français du XIXe siècle.

## Biographie

### Prisonnier d'Ali Pacha
Cousin germain du maréchal d'Empire Jean-Baptiste Bessières, Julien Bessières, fut admis, sur la recommandation de son parent, à faire partie de l'expédition d'Égypte du général Bonaparte en qualité d'adjoint à la Commission des sciences et des arts (à titre de chirurgien).
Malade, il doit rentrer en France le 26 octobre 1798, à bord de la tartane livournaise Madona di Montenegro. Parmi ses compagnons de voyage se trouvent les membres de la Commission François Pouqueville (chirurgien), Pierre-Simon Girard (ingénieur en chef des Ponts et Chaussées), Alexandre Gérard (naturaliste), et les officiers Jean Étienne Casimir Poitevin de Maureilhan (colonel du génie) ou Joseph Claude Marie Charbonnel (chef d'escadron d'artillerie).
Le navire est attaqué et capturé par un pirate albanais, Ourochs. Il revend ses prisonniers à diverses autorités ottomanes. Bessières est livré à Ali Pacha de Janina, avec Poitevin et Charbonnel. Ils effectuent un séjour forcé dans la suite du Pacha, participant à quelques opérations militaires, mais parviennent à s'échapper à tour de rôle et à gagner Corfou alors occupées par les troupes russes et ottomanes.
En 1800, les trois hommes sont enfermés dans la Fortezza Nuova de Corfou. Ils s'en évadent dans la nuit du 21 au 22 novembre mais sont repris et finalement emprisonnés à Constantinople.
Il fut remis enfin en liberté, à la sollicitation des ambassadeurs de Russie et d'Angleterre.

### Diplomate et haut fonctionnaire
De retour en France, Bessières est nommé directeur des droits réunis pour les Hautes-Alpes (1803).
L'année suivante, il débuta dans la diplomatie avec une mission auprès d'Ali, pacha de Janina, dont il avait été l'esclave au cours de sa mésaventure précédente, auprès de qui il est nommé agent d'affaires.
Il devint ensuite consul général à Venise (1805), commissaire impérial (donc chargé de toutes les affaires civiles) des îles Ioniennes à Corfou (1807-1810), là même où il avait été enfermé.
Il est ensuite intendant de Navarre (1810), puis intendant de l'armée et des provinces du nord de l'Espagne. Après la perte de la bataille de Vitoria, Julien Bessières revint en France.
Il y fut fait préfet du Gers (16 décembre 1813) ; il avait été créé antérieurement légionnaire et chevalier de l'Empire.
Bessières ne fit point de difficulté de servir la Restauration, accepta  la préfecture de l'Aveyron (15 juillet 1814), souscrivit pour la statue de Henri IV, et, lors des événements du mois de mars 1815 (« retour de l'île d'Elbe » : Cent-Jours), envoya une adresse dans laquelle il renouvelait son serment de fidélité au roi. C'est probablement ce qui l'empêcha d'être compris dans les premières promotions faites par Napoléon Ier pendant les Cent-jours.
Néanmoins, au mois d'avril, cédant aux sollicitations des protecteurs de Bessières, l'Empereur lui confia encore la préfecture de l'Ariège, poste délicat entre tous, parce que le duc d'Angoulême devait, dit-on, pénétrer par ce département frontière. Bessières eut beau, dans cette situation difficile, se ménager autant que possible pour l'avenir, il n'évita pas, lors de la seconde Restauration, une disgrâce méritée. Il perdit sa place, et resta sans fonctions jusqu'en 1818.
Mais il finit par rentrer en faveur, fut nommé maître des requêtes au Conseil d'État, attaché au comité de liquidation des créances étrangères, et bientôt promu au grade d'officier de la Légion d'honneur. En même temps il siégea à la Chambre des députés.

### Carrière parlementaire

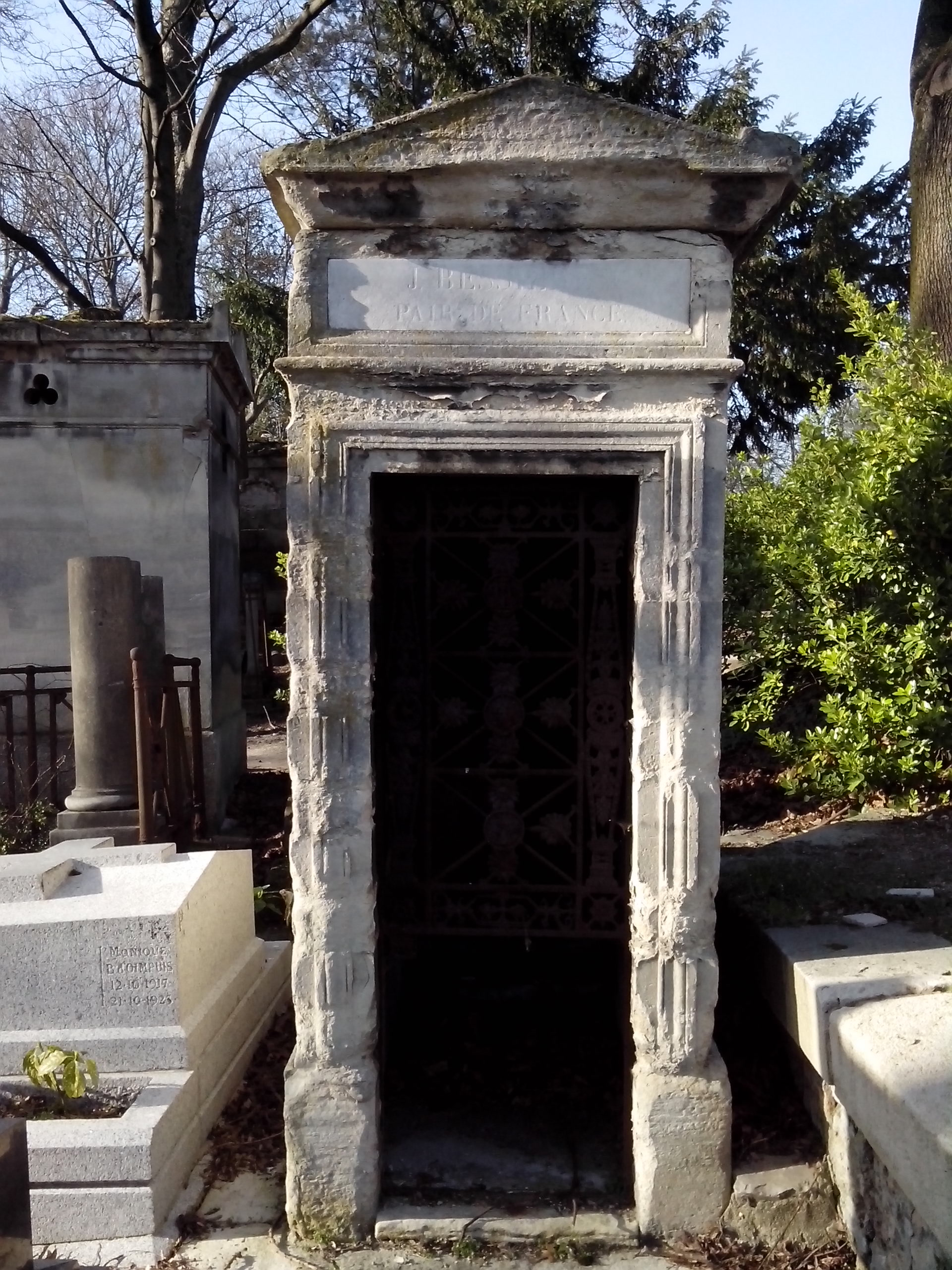
Tombe au cimetière du Père-Lachaise.

Une première candidature posée par lui, le 9 mai 1822, auprès des électeurs de la Dordogne, avait échoué à quelques voix près.
Le 17 novembre 1827, il réussit, dans le 4e collège de ce département (Sarlat) à l'emporter sur M. Daussel. Il fut réélu, le 23 juin 1830, contre M. de Mirandol.

Il siégea parmi les royalistes constitutionnels, et vota constamment pour le ministère Martignac. Dans la séance du 17 février 1828, il prononça un grand discours à l'occasion des élections du Lot, pour dénoncer la violence employée par le préfet de ce département envers les électeurs : 

« Conçoit-on, s'écria-t-il, le gouvernement représentatif comme étant fait dans le but unique de représenter seulement l'administration, et toujours la même? Écartez d'abord, disait-on aux électeurs, ceux qui nous ont déplu, et nommez ceux que nous nommerions à votre place ; vous les connaissez, vous les avez vus faire; et, quant à ceux que vous ne vous recommandons pas, soyez tranquilles, ils ont la pairie,... etc. »

 Lors de l'avènement de M. de Polignac au pouvoir, il vota l'adresse des 221.
Il adhéra à la révolution de Juillet 1830 et au gouvernement de Louis-Philippe Ier, fut battu aux élections de 1831 par M. Mérilhou, et ne revint à la Chambre que le 21 juin 1834, comme l'élu de deux collèges, le 3e collège du Lot (Figeac), aux dépens de M. Laronfille, et la circonscription de Sarlat, où il avait, par 154 voix contre 75, regagné son siège sur M. Mérilhou.
Membre de la majorité conservatrice, il prêta son appui aux lois de septembre, au projet de loi de disjonction, en un mot à toutes les propositions ministérielles.
La croix de commandeur de la Légion d'honneur, et enfin la dignité de pair de France, que lui conféra l'ordonnance du 3 octobre 1837, mirent le comble à sa fortune politique.
Décédé le 30 juillet 1840 à Paris, il fut inhumé au cimetière du Père-Lachaise (41e division).

## Titre
- Chevalier Bessières et de l'Empire (lettres patentes du 27 décembre 1811, Les Tuileries).

## Distinctions
- Légion d'honneur :
  - Légionnaire (9 janvier 1807), puis,
  - Officier (28 octobre 1828), puis,
  - Commandeur de la Légion d'honneur (29 janvier 1836).

## Armoiries
| Figure | Blasonnement |
|        | Armes du chevalier Bessières et de l'Empire (titre de chevalier de l'Empire, accordé à la suite du décret du 9 janvier 1807 le nommant membre de la Légion d'honneur (lettres patentes du 27 décembre 1811 (Les Tuileries)). Échiqueté d'azur et d'argent, à la fasce de sable, fuselé d'or ; bordure du tiers de l'écu de gueules chargée du signe des chevaliers légionnaires, posé au deuxième point en chef. - Livrées : les couleurs de l'écu ; le vert dans les bordures seulement. |